# Höträsket (Hortlax socken, Norrbotten)
Höträsket är en sjö i Piteå kommun i Norrbotten och ingår i Rokån-Jävreåns kustområde. Sjön är 5,5 meter djup, har en yta på 0,174 kvadratkilometer och är belägen 10 meter över havet. Sjön avvattnas av vattendraget Höträskb..

## Delavrinningsområde
Höträsket ingår i det delavrinningsområde (725202-175937) som SMHI kallar för Mynnar i Avabäcken. Medelhöjden är 40 meter över havet och ytan är 17,56 kvadratkilometer. Det finns inga avrinningsområden uppströms utan avrinningsområdet är högsta punkten. Höträskb. som avvattnar avrinningsområdet har biflödesordning 2, vilket innebär att vattnet flödar genom totalt 2 vattendrag innan det når havet efter 1,3 kilometer. Avrinningsområdet består mestadels av skog (68 procent) och öppen mark (10 procent). Avrinningsområdet har 0,18 kvadratkilometer vattenytor vilket ger det en sjöprocent på 1 procent. Bebyggelsen i området täcker en yta av 0,58 kvadratkilometer eller 3 procent av avrinningsområdet.